# Basilica del Cristo Salvatore
La basilica del Cristo Salvatore, nota anche con l'antico nome di basilica di san Silvestro, è un edificio religioso situato a Trieste. La basilica romanica dell'XI secolo è il più antico edificio sacro conservato in città dopo la basilica paleocristiana e dal 1785 è di proprietà della Comunità Evangelica Riformata di Confessione Elvetica (Confessio Helvetica Posterior), la quale nel 1927 aveva stipulato un accordo con la comunità valdese per l'uso congiunto dell'edificio da entrambe le chiese riformate evangeliche, che è rimasto in vigore sino al 2020. 
La basilica si trova in via del Collegio ai piedi della collina di San Giusto, a fianco della barocca chiesa di santa Maria Maggiore.

## Storia

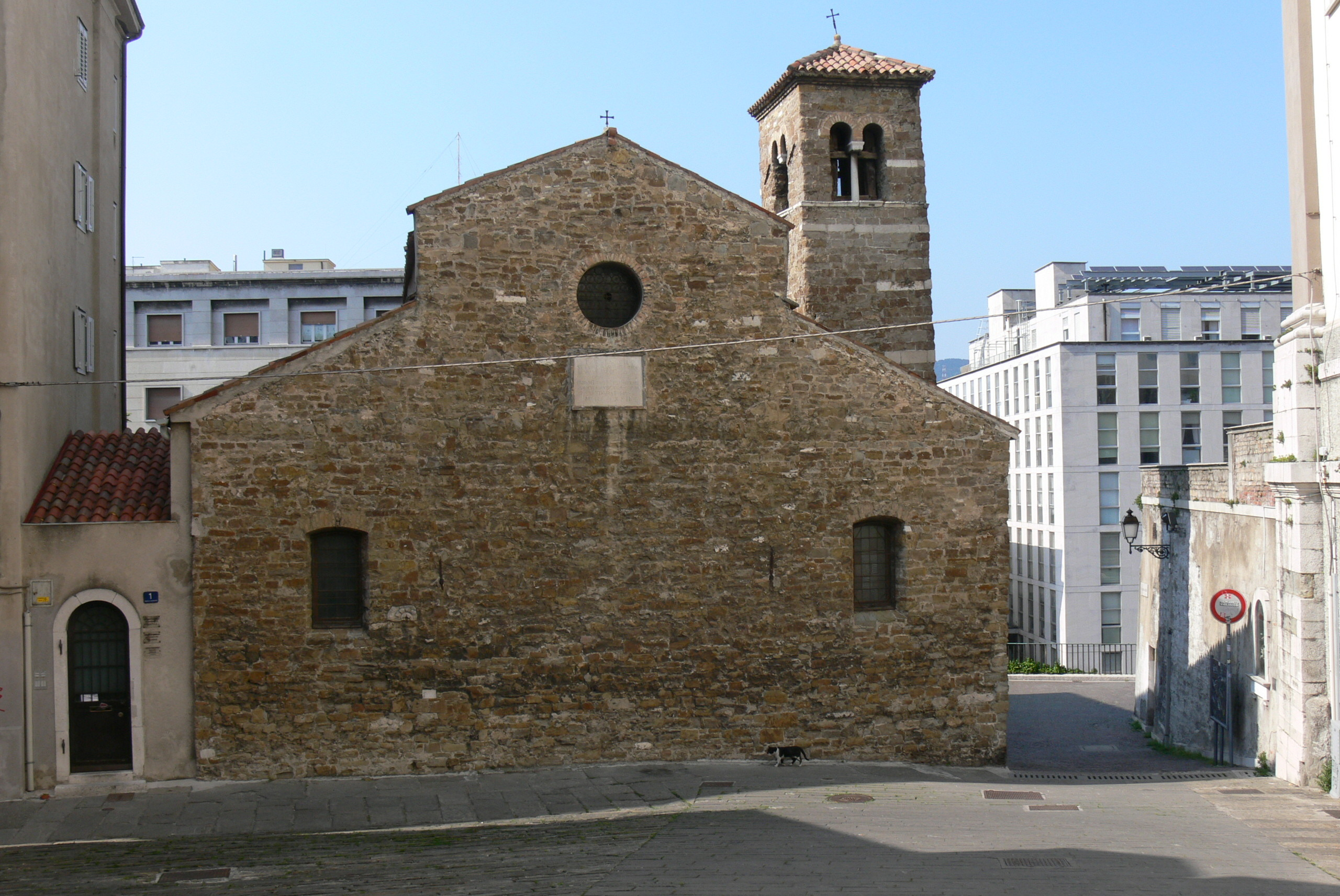
Retro della basilica

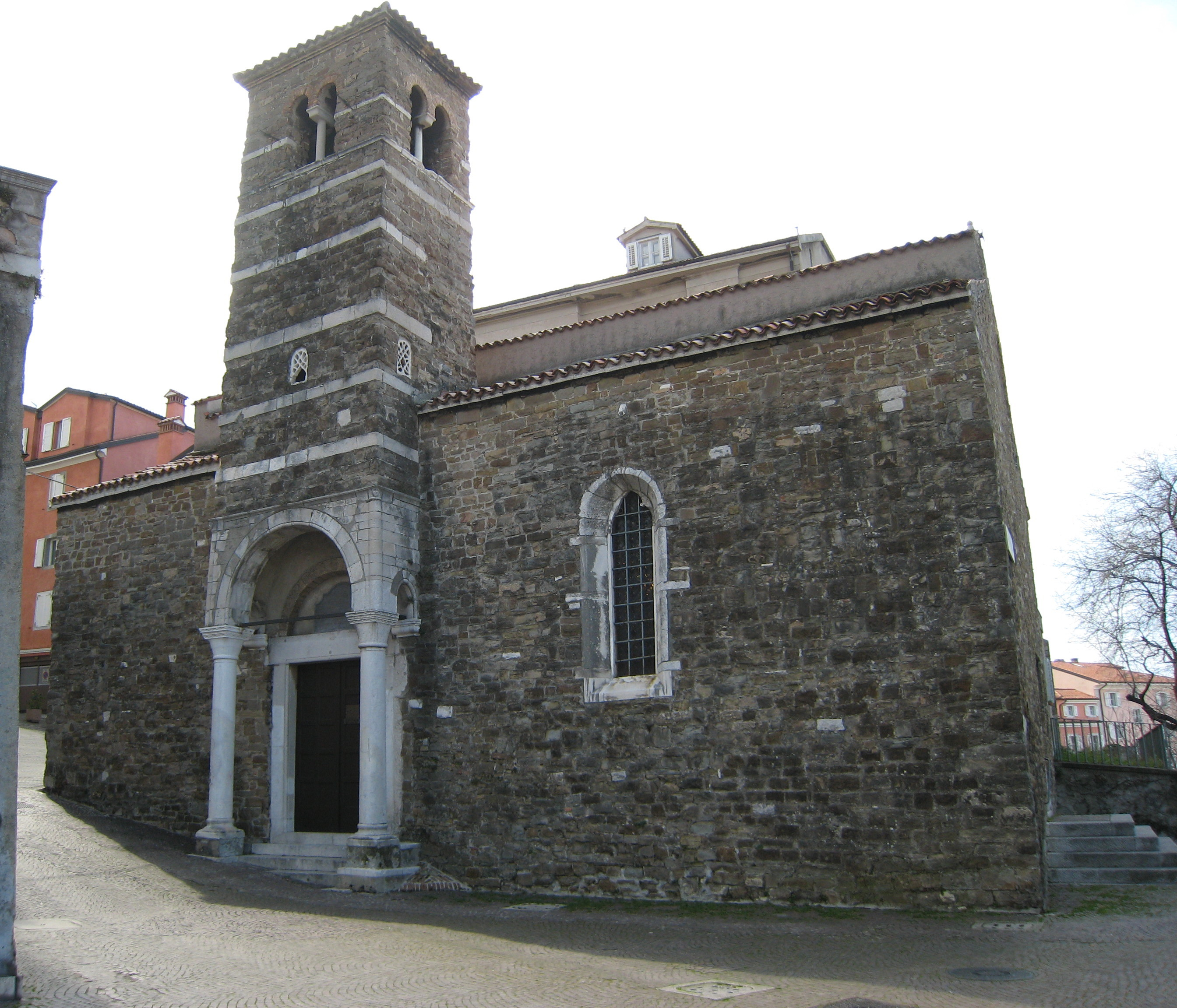
Ingresso laterale

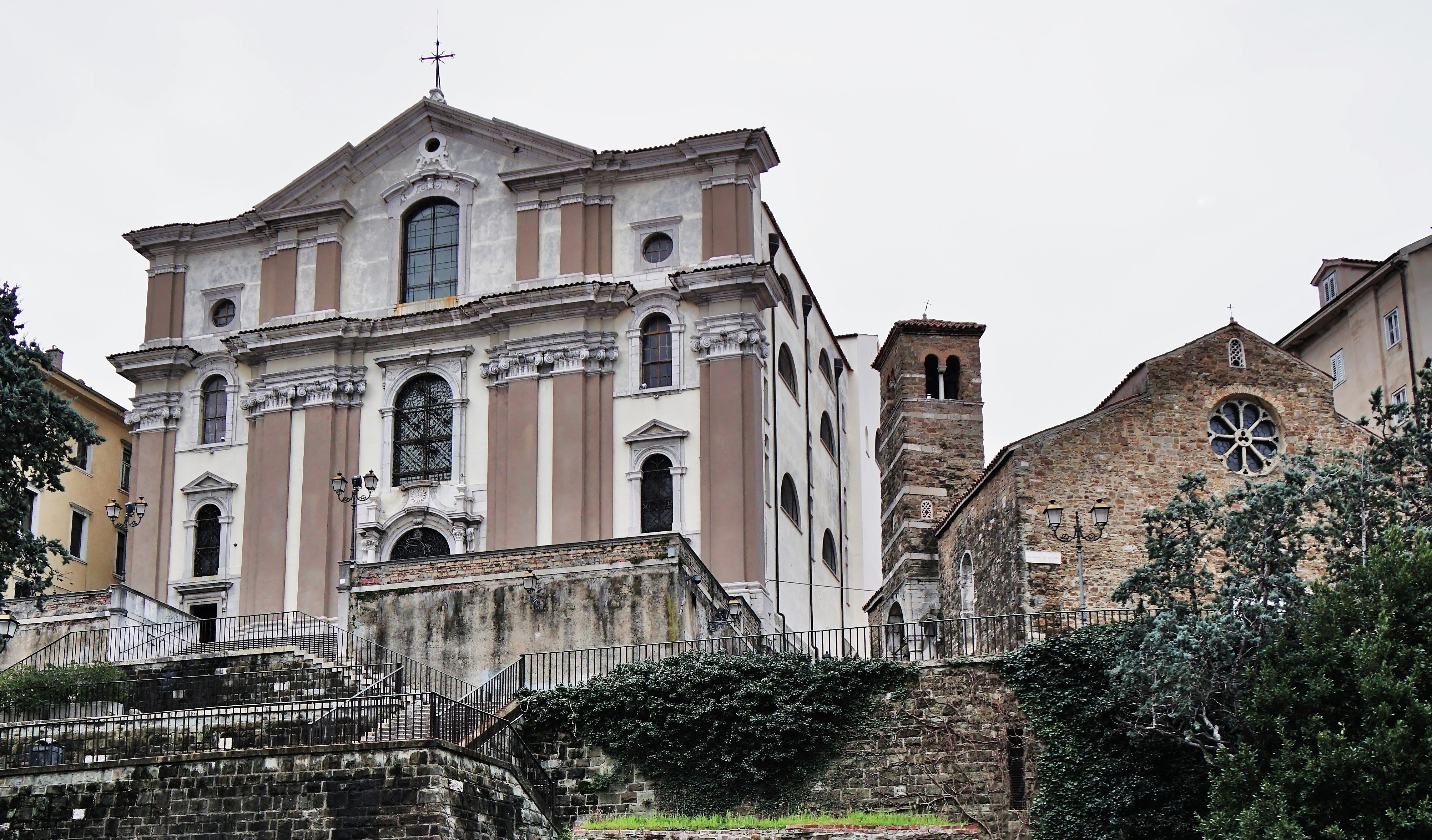
Chiesa di santa Maria Maggiore (a sinistra) e basilica di san Silvestro

Secondo una leggenda tardomedievale, il luogo dove oggi sorge la chiesa era la casa di due martiri triestine, Eufemia e Tecla, che avrebbero subito il martirio nell'anno 256. In realtà il culto tergestino per le due vergini martiri, come nel resto dell'area nordadriatica, si riferisce alle omonime sante calcedoniesi  Eufemia di Calcedonia e Tecla di Iconio, il cui culto è stato diffuso dalla vicina Grado, al tempo dello Scisma dei Tre Capitoli che vide le diocesi costiere del nord adriatico dividersi da quelle dell'entroterra longobardo capeggiate dal patriarca di Aquileia sull'accettazione di tre capitoli del Concilio di Calcedonia. Le sante divennero quindi simbolo dell'unità della fede cattolica che si riconosceva nel Concilio calcedoniese. Durante il medioevo, forse anche grazie allo scambio di reliquie, la venerazione per le due sante nella città di Trieste le fece diventare martiri locali con tanto di "Passio" redatta ad hoc.
Si presume che parti dell'edificio attuale possano essere datate al IX secolo; tuttavia, l'intero edificio risale all'XI secolo ed è attribuito, tra l'altro, al vescovo Benardo II di Trieste. La prima consacrazione documentata avvenne il 17 maggio 1332 per officio del vescovo Fra Pace da Vedano.
Nel 1613 la chiesa passò alla confraternita del Rosario e successivamente fino al 1698 alla confraternita della beata Vergine Maria Immacolata dell'ordine dei gesuiti, i quali alterarono la chiesa con forme barocche.
Per ordine dell'imperatore Giuseppe II d'Asburgo, la basilica di San Silvestro, insieme ad altre dodici chiese triestine, fu chiusa al culto cattolico nel 1784 e messa all'asta per 1500 fiorini. Nel 1785 la chiesa fu quindi acquistata dalla Comunità Elvetica (Confessio Helvetica Posterior), fondata nel 1782 da immigrati svizzeri, la maggior parte dei quali provenienti dal cantone dei Grigioni dopo le patenti di tolleranza dello stesso imperatore. La chiesa venne intitolata a Cristo Salvatore nel 1786.
Nel 1927 la comunità elvetica triestina si fuse con quella valdese: a seguito di questo accordo, l'edificio della chiesa è di proprietà delle due comunità religiose riformate ed è utilizzato da entrambe come luogo di culto. Nello stesso anno l'architetto Ferdinando Forlati restaurò l'esterno della chiesa, precedentemente danneggiato da un terremoto, rimuovendo gli orpelli architettonici barocchi. Nel 1928 la basilica venne dichiarata monumento nazionale.
La basilica venne restaurata negli anni 1960, 1990 e nel 2018

## Architettura

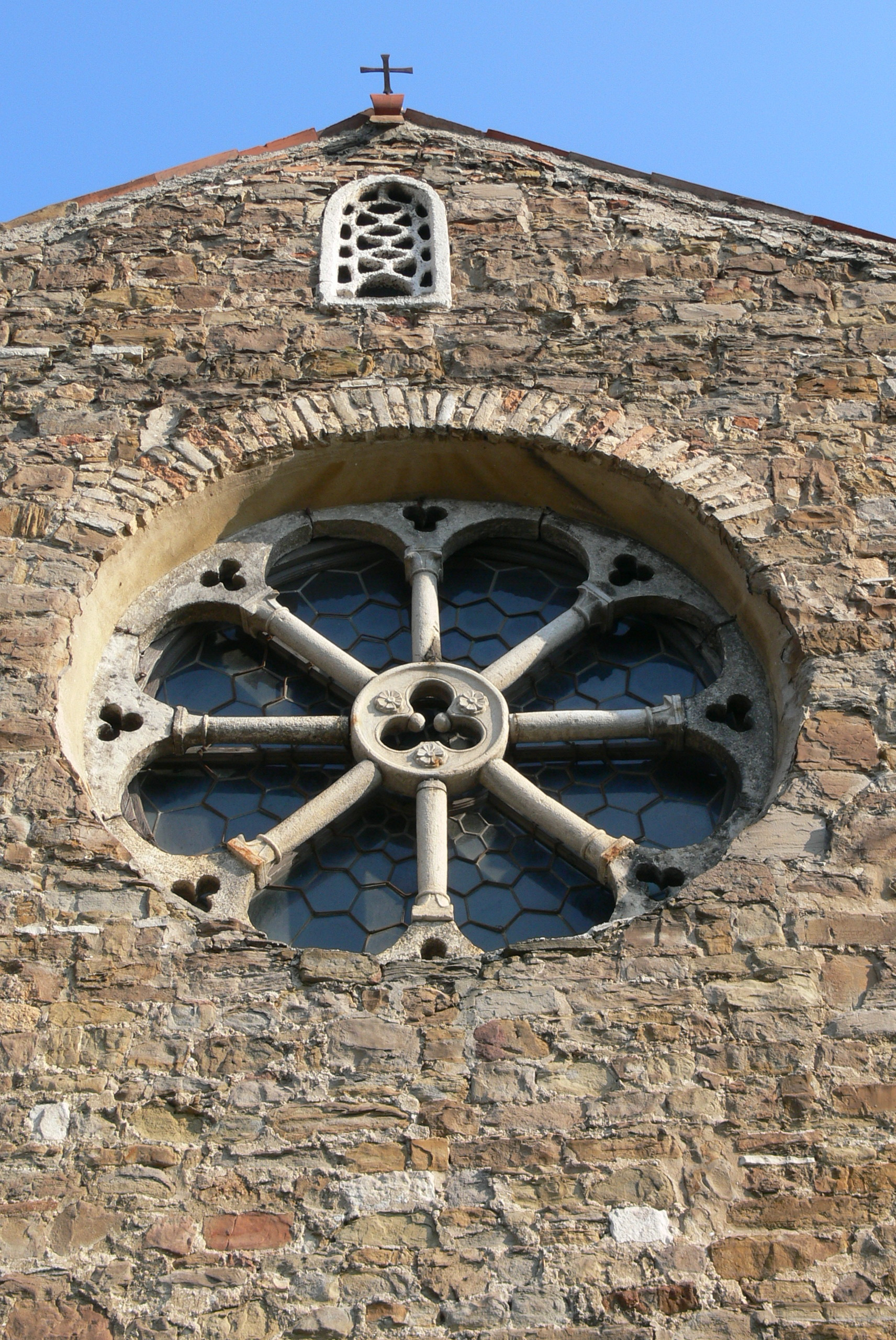
Rosone

L'esterno della basilica si presenta in stile romanico, con finestre laterali e arcate in facciata. Sul lato sinistro vi è un portico, posto sotto il campanile che potrebbe essere stato un'antica torre medievale facente parte delle fortificazioni della collina di san Giusto.
La basilica è a base irregolare, senza absidi e con tre navate separate da un colonnato a tre elementi, mentre il tetto è costituito da una capriata. Salendo tre gradini, si accede al presbiterio dove è presente una tavola marmorea dell'Ultima cena e un crocifisso in ferro battuto del XVIII secolo e una moderna acquasantiera che funge da battistero.
Sono presenti resti di antichi affreschi di inizio XIV secolo, raffiguranti che l'imperatore Costantino e la sacra Annunciazione. Su una colonna è stata rinvenuta una sinopia medievale, in preparazione di un affresco. La decorazione della volta del soffitto presenta un agnello, simbolo di purezza.
Davanti all'altare maggiore, si trova a terra una lapide funerea con simbolo araldico di Colò risalente al 1585, mentre un'altra tomba del 1616 si trova nella navata sinistra.